# Powiat wschowski
Powiat wschowski är ett distrikt (powiat) i västra Polen, tillhörande Lubusz vojvodskap. Huvudort och säte för starostaämbetet är Wschowa, som även är största stad. Distriktet bildades 2002 genom att brytas loss från Powiat nowosolski, som området dessförinnan tillhörde 1999-2001. Befolkningen uppgick till 39 394 invånare år 2012.

## Administrativ kommunindelning
Distriktet omfattar tre stads- och landskommuner:
- Szlichtyngowa
- Sława
- Wschowa (huvudort)